# Compañía de Tracción y Alumbrado de Santiago
La Compañía de Tracción y Alumbrado de Santiago (CTAS, posteriormente conocida como Compañía de Tracción de Santiago) fue la organización encargada de administrar la red de tranvías en Santiago de Chile entre 1925 y 1945.

## Historia

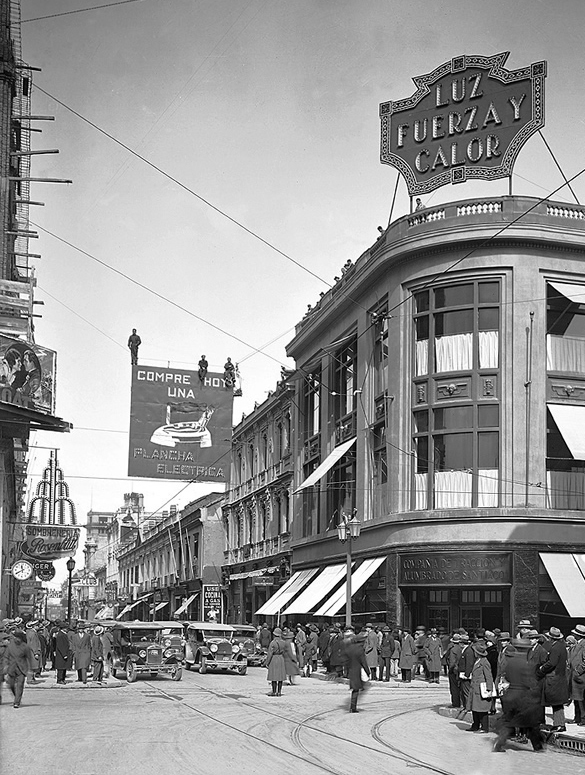
Palacio de la Luz, sede de la CTAS entre 1929 y 1934.

La Compañía Chilena de Electricidad, empresa creada el 1 de septiembre de 1921 producto de la fusión de la Chilean Electric Tramway and Light Company (CETL) y la Compañía Nacional de Fuerza Eléctrica (CNFE), era la encargada de operar el sistema de tranvías eléctricos de Santiago.
El 7 de noviembre de 1925 la empresa creó una filial, denominada «Compañía de Tracción y Alumbrado de Santiago» (CTAS), encargada de operar los tranvías eléctricos y el sistema de iluminación pública en la ciudad. En 1926 la Compañía Chilena de Electricidad adquirió la empresa del Ferrocarril Eléctrico de Santiago a San Bernardo, sin embargo esta siguió siendo operada de manera separada.
El 11 de mayo de 1929 fue inaugurado el Palacio de la Luz, edificio en la esquina de las calles Ahumada y Compañía que operó como sede de la CTAS entre 1929 y 1934. El 10 de marzo de 1931 se aprobó un nuevo contrato firmado entre la CTAS y la Municipalidad de Santiago, en el cual se estableció, entre otras cosas, la adquisición de 30 nuevos tranvías de cuatro ejes, que se sumaban a 30 tranvías que habían sido adquiridos recientemente, ampliando también el parque automotor a 360 carros —en los borradores del contrato, discutidos durante 1930, se establecía originalmente aumentarlo a 500—.

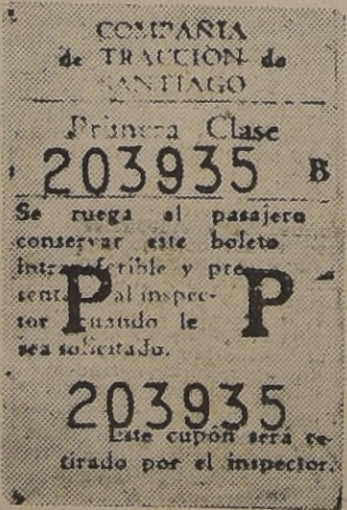
Boleto de la Compañía de Tracción de Santiago (1940).

El 14 de diciembre de 1931 se constituyó la «Compañía de Tracción de Santiago» (CTS) —instalada legalmente mediante decreto del 11 de julio de 1933—, la cual en mayo de 1933 absorbió a la CTAS. En agosto de 1938 se sumaron otros 15 tranvías, fabricados en Chile por la maestranza de la Compañía de Tracción y Alumbrado.
El 7 y 8 de mayo de 1941 se produjo una huelga masiva de trabajadores de la Compañía de Tracción de Santiago, lo que produjo un gran caos en la ciudad. El gobierno de Pedro Aguirre Cerda decidió intervenir la empresa mediante la Ley 6932 del 19 de mayo, nombrando una administración provisoria, la cual se extendería durante alrededor de 4 años con Miguel Vergara Imas como gerente.
La Administración Fiscal de Tranvías sería la base para que en 1945 se creara la Empresa Nacional de Transportes Colectivos con el fin de reordenar el sistema de transporte público de la capital chilena.